# Tipula (Lunatipula) heros
Tipula (Lunatipula) heros is een tweevleugelige uit de familie langpootmuggen (Tipulidae). De soort komt voor in het Palearctisch gebied.